# Die Schnorchels
Die Schnorchels (franz.: Les Snorky) ist ein frankobelgischer Comic von Nic Broca von 1982. Die Figuren wurden von den Hanna-Barbera-Studios für eine Zeichentrickserie adaptiert, die von 1984 bis 1989 auf dem Sender NBC ausgestrahlt wurde. Die meisten Folgen bestehen aus zwei Geschichten. Die deutsche Erstausstrahlung war am 9. Juli 1988 auf RTLplus.

## Inhalt
Die Schnorchels sind eine fiktive, unterwasserlebende Spezies, die wie auch schon Die Schlümpfe menschliche Technologie ihrer eigenen Welt angepasst haben. Auf ihrem Kopf haben sie einen Schnorchel, mit dem sie sich durch die Unterwasserwelt bewegen können.
Einige der Hauptfiguren:
- Fiffikus, der mehr oder weniger Held des Geschehens ist, gelbe Hautfarbe.
- Ninifee, Fiffikus’ Freundin, pinke Hautfarbe.
- Junior, ein eingebildeter, verwöhnter Schnorchel, orange Hautfarbe.
- Chichiboo, weiblicher Schnorchel, lila Hautfarbe.
- Tooter, welcher nur durch Tuten kommunizieren kann, grüne Hautfarbe.
- Kraki, Fiffikus’ lila Oktopus.

## Comicserie
Broca entwarf die Figuren 1982 für SEPP, die Animationsabteilung von Dupuis. Schließlich wurde zunächst eine Comicserie herausgegeben. Diese erschienen ab 1982 in drei Alben. Beim Interpart Verlag erschienen die Comics 1989 1990 im Heft- und Taschenbuchformat.

## Fernsehserie
Auf Grundlage der Comics entstand bei Hanna-Barbera-Studios eine Zeichentrickserie für das amerikanische Fernsehen. Bei der Produktion führte Ray Patterson Regie, die verantwortlichen Produzenten waren Bernard Wolf und Gerard Baldwin. Gil Iverson war für den Schnitt verantwortlich und die künstlerische Leitung lag bei Bob Singer. Die Musik komponierte Hoyt Curtin.
Insgesamt entstanden vier Staffeln. Die erste mit 13 Folgen wurde vom 15. September bis 8. Dezember 1984 von NBC gezeigt. Es folgten weitere 10 Folgen vom 14. September bis 16. November 1985 sowie weitere 13 Folgen von 12. September bis 15. Dezember 1987. Die letzte Staffel mit 29. Folgen wurde vom 10. September bis 2. Dezember 1988 gezeigt. Die deutsche Fassung der Serie wurde ab dem 9. Juli 1988 von RTLplus ausgestrahlt. Die Serie wurde außerdem auch in Brasilien, Israel, der Sowjetunion und vielen europäischen Ländern gezeigt.
Ab 2012 erschien die Originalfassung komplett auf DVD. Eine deutsche DVD-Veröffentlichung der ersten Staffel folgte 2013.

## Synchronsprecher
| Figur     | Originalsprecher             | Deutscher Sprecher    |
| --------- | ---------------------------- | --------------------- |
| Fiffikus  | Michael Bell                 | Matthias von Stegmann |
| Ninifee   | B.J. Ward                    | Sabine Bohlmann       |
| Junior    | Barry Gordon                 | Achim Geisler         |
| Chichiboo | Nancy Cartwright Mae Questel | Inez Günther          |
| Erzähler  |                              | Christian Wolff       |

## Hörspiele
Zur Serie erschien ab 1988 eine Hörspielserie mit elf Folgen bei Ariola Express/Europa.